# Оболонков, Николай Харитонович
Никола́й Харито́нович Оболо́нков (род. 26 марта 1926, село Грязно-Потудань, Воронежская губерния  — 31 декабря, 2000 Москва) советский партийный и государственный деятель, Первый секретарь Тольяттинского горкома КПСС (1967—1976).

## Биография
1945—1946 учитель средней школы в Приморском крае
В 1952 году окончил Куйбышевский авиационный институт — по распределению направлен мастером на завод. В 1950 году вступил в ВКП(б).
1952—1959 мастер на заводе № 78 крупного станкостроения Наркомата оборонной промышленности СССР, секретарь партбюро завода «Электрощит» (завод № 4 Особстроя НКВД СССР)
1959—1961 второй секретарь Красноглинского райкома РК КПСС города Куйбышев (Самара)
1961—1962 председатель исполкома Красноглинского районного Совета депутатов трудящихся
1962—1967 первый секретарь Красноглинского райкома РК КПСС
1967—1976 год первый секретарь Тольяттинского ГК КПСС, в 1971 избирался делегатом XXIV съезда КПСС.
1976—1992 год заведующий отделом машиностроительной промышленности Комитета народного контроля РСФСР — руководил строительством Автозаводского района г. Тольятти, вводом в эксплуатацию производств ПО ВАЗа, предприятий химии. После находился на пенсии, скончался 31 декабря 2000 года в Москве, похоронен на Троекуровском кладбище.
Сын Сергей был военным, внучка Александра Оболонкова журналистка в Москве.

## Награды
- Орден Трудового Красного Знамени (1966)
- Орден Ленина (1971)
- Орден Октябрьской революции (1974)